# Heretien
Heretien ist eine historische Provinz Georgiens, die im Osten des Landes liegt. Nordwestlich von Heretien liegt Kachetien und westlich Kartli. Im Osten grenzt es an Aserbaidschan beziehungsweise früher das kaukasische Albanien. Seine Südgrenze bildete über lange Zeit der Fluss Mtkwari. 

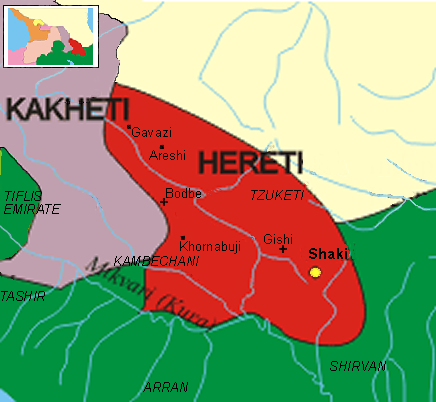
Königreich Heretien (ca. 950)

## Antike
Heretien wurde in der Antike von verschiedenen, vorrangig kartwelischen, Stämmen besiedelt. Im 3. Jahrhundert v. Chr. kamen die Stämme Heretiens unter die Herrschaft Albaniens. Nach dessen Verfall wurde es im 5. Jahrhundert Teil Iberiens und seine Bevölkerung ging in der des restlichen Georgiens auf.

## Mittelalter
Nachdem Iberien als Emirat von Tiflis ein Vasall der Araber geworden war, spalteten sich die Randgebiete nacheinander ab, darunter auch Heretien. Ende des 8. Jahrhunderts begann sich Heretien vom Emirat zu lösen und in der ersten Hälfte des 9. Jahrhunderts unterwarf Heretien die Reste Albaniens. Nach dem Tod König Hamams aber gingen die Gebiete rechts des Mtkwari verloren und Kachetien griff mehrfach das Land an und konnte kleinere Gebiete annektieren. Diese aber konnte der König von Heretien in den 30er Jahren des 10. Jahrhunderts zurückerobern, als Kachetien von den Angriffen der Araber verwüstet war. In den 60ern desselben Jahrhunderts gelang es König Ioane Senekerim, einen Teil Kachetiens zu erobern. Bald darauf aber, als Kachetien nicht mehr von Angriffen von außen geschwächt wurde und die heretische Dynastie scheinbar ausstarb, konnte Kachetien Heretien ganz erobern und es ging im Königreich Kachetien-Heretien auf. Mit diesem wurde es 1008 bis 1014 und dann wieder ab 1104 Teil des vereinigten georgischen Königreiches.
1226 wurde es von Dschalal ad-Din aus Choresmien besetzt, 1230 wieder georgisch, als die Mongolen den Choresm-Schah endgültig besiegten. 1235, als die Mongolen näher kamen, floh der Adel nach Westen und das Land fiel kampflos in die Hände der Mongolen. Zu deren Reich gehörte es bis zu seiner Teilung 1254, danach zum Il-Chan-Reich.

## Neuzeit
Nachdem sich die Mongolen im 15. Jahrhundert endgültig aus der Region zurückgezogen hatten, gehörte Heretien seit den 1460er Jahren zum Königreich Kachetien, dieses vereinigte sich 1727 mit Kartli. 
Durch die andauernden persischen Invasionen Ende des 18. Jahrhunderts geschwächt, wurde das Königreich Kartli-Kachetien 1801 vom Russischen Reich annektiert. 1918–1921 gehörte Heretien zum großen Teil der Republik Georgien an, 1922–1936 der Transkaukasischen SFSR und 1936–1991 der georgischen SSR. Seit 1991 ist Teil der Provinz Kachetien. Kleinere östliche Gebiete gehören zu Aserbaidschan.

## Herrscher
- Sumbat (Sahil Ibn Sumbat) (815–840), der erste bekannte Fürst

- Adarnase I (840–865)

- Hamam (865–893)

- Adarnase II (Adarnase Patrikios) (897–943)

- Ishkhanik (943–951)

- Johannes (Ioane Senekerim) (951–959)